# Таунсенд (Делавер)
Таунсенд (англ. Townsend) — місто (англ. town) в окрузі Нью-Касл штату Делавер США. Населення — 2049 осіб (2010).

## Географія
Таунсенд розташований за координатами 39°23′47″ пн. ш. 75°41′38″ зх. д. / 39.39639° пн. ш. 75.69389° зх. д. (39.396491, -75.693933).  За даними Бюро перепису населення США в 2010 році місто мало площу 2,72 км², з яких 2,72 км² — суходіл та 0,00 км² — водойми.

## Демографія
Згідно з переписом 2010 року, у місті мешкало 2049 осіб у 586 домогосподарствах у складі 502 родин. Густота населення становила 753 особи/км².  Було 621 помешкання (228/км²).
Расовий склад населення:
| - 62,7 % — білих - 31,8 % — чорних або афроамериканців - 1,3 % — азіатів - 0,3 % — корінних американців - 1,3 % — осіб інших рас |

До двох чи більше рас належало 2,7 %. Частка іспаномовних становила 4,2 % від усіх жителів.
За віковим діапазоном населення розподілялося таким чином: 37,2 % — особи молодші 18 років, 58,1 % — особи у віці 18—64 років, 4,7 % — особи у віці 65 років та старші. Медіана віку мешканця становила 31,3 року. На 100 осіб жіночої статі у місті припадало 98,5 чоловіків;  на 100 жінок у віці від 18 років та старших — 94,7 чоловіків також старших 18 років.
Середній дохід на одне домашнє господарство  становив 108 968 доларів США (медіана — 102 057), а середній дохід на одну сім'ю — 113 378 доларів (медіана — 110 000). За межею бідності перебувало 7,1 % осіб, у тому числі 9,5 % дітей у віці до 18 років та 5,1 % осіб у віці 65 років та старших.
Цивільне працевлаштоване населення становило 1153 особи. Основні галузі зайнятості: освіта, охорона здоров'я та соціальна допомога — 23,2 %, роздрібна торгівля — 13,4 %, фінанси, страхування та нерухомість — 13,3 %.